# الرايخ الجرماني الأكبر

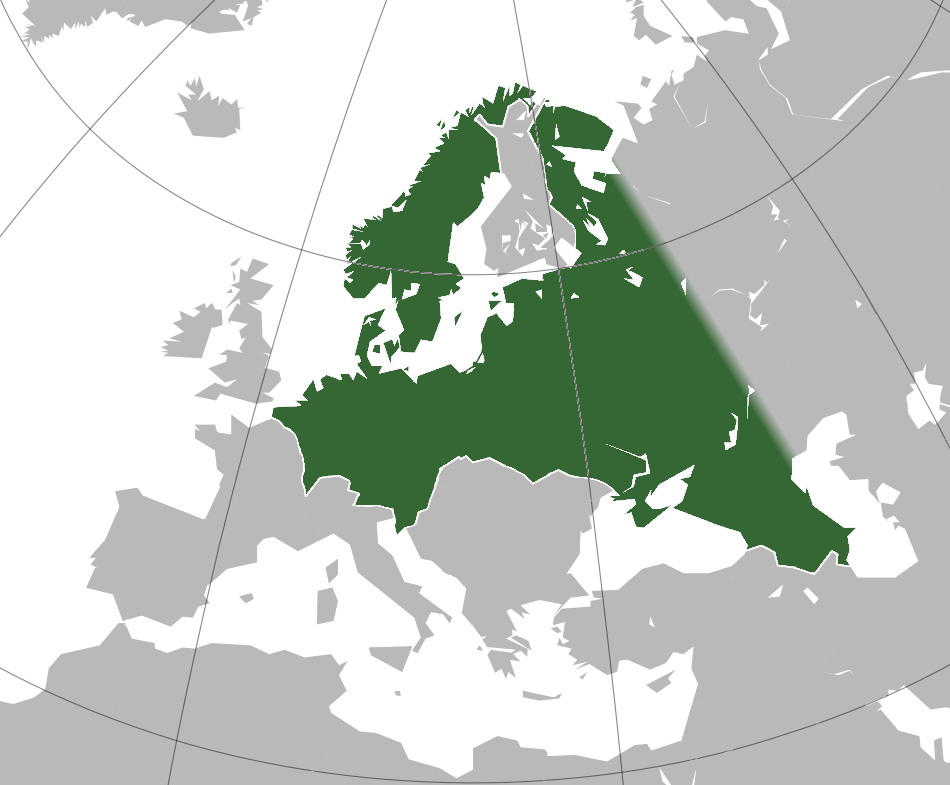
حدود الرابخ الجرماني الأكبر الذي خُطط له - بما في ذلك الدول الدمية والمحميات المحتملة - استناداً على العديد من الإسقاطات المستهدفة المنظمة جزئياً (مثل جنرالبلان أوست) من مصادر إدارة الدولة وقيادة الإس إس.

الرايخ الجرمانيّ الأكبر/الأعظم (بالألمانية: Großgermanisches Reich)، ويُكتب كاملاً الرايخ الجرمانيّ الأكبر/الأعظم للأمة الألمانية أو رايخ الأمة الألمانية الجرمانيّ الأعظم/الأكبر (بالألمانية: Großgermanisches Reich der Deutschen Nation) هو اسم الدولة الرسمي للكيان السياسي الذي حاولت ألمانيا النازية تأسيسه في أوروبا خلال الحرب العالمية الثانية. أشار هتلر إلى دولةٍ جرمانية للأمة الألمانية في المستقبل (Germanischer Staat der Deutschen Nation) في كتابه كفاحي. تذبذبت المطالبات الإقليمية لأجل الرايخ الجرماني الأكبر عبر الزمن. في مطلع خريف 1933، رأى هتلر ضم أقاليمٍ كـ: بوهيميا، وغرب بولندا، والنمسا إلى ألمانيا وإنشاء دولٍ تابعة أو دمية بدون اقتصادات أو سياسات خاصة بهم.
كان من المتوقع أن تضم هذه الإمبراطورية الجرمانية الجامعة كل أوروبا الجرمانية في رايخٍ ممتد كبير. على الصعيد الإقليمي، شَمِلَ ذلك الرايخ الألماني نفسه الموسع بالفعل (متكوناً من ألمانيا الصحيحة قبل 1938، والنمسا، وبوهيميا، ومورافيا، والألزاس واللورين، ويوبن-مالميدي، وميمللاند، وستيريا، وكارنوليا العليا، وكارينثيا، وبولندا المحتلة من ألمانيا)، وهولندا، والجزء الفلمنكي من بلجيكا، ولوكسمبورغ، والدنمارك، والنرويج، والسويد، وآيسلندا، والأجزاء الناطقة بالألمانية في سويسرا، وليختنشتاين.
كانت المملكة المتحدة الاستثناء البارزة، والتي لم يكن يُنوى اختزالها إلى إقليمٍ ألمانيّ؛ ولكن بدلاً من ذلك أن تصبح شريكاً بحرياً متحالفاً مع الألمان. الاستثناء الآخر كان الألمان القاطنين في جنوب تيرول والتي كانت جزءاً من الحليف إيطاليا. وبصرف النظر عن أوروبا الجرمانية، كانت حدود الرايخ الغربية مع فرنسا ستعاد إلى ما كانت عليه زمن الإمبراطورية الرومانية المقدسة، حيث يعني هذا الضم الكامل لكلٍ من والونيا، وسويسرا الناطقة بالفرنسية، ومناطق شاسعة من شمال وشرق فرنسا. بالإضافة إلى ذلك، كانت سياسية الليبنزراوم تهدفُ إلى التوسع الهائل شرقاً نحو جبال الأورال. كان يهدف هتلر من أجل الحصول على «المحاصيل» إلى ترحيل السكان الروس في غرب الأوروال إلى شرق الأورال.
كان من المتوقع أن تضم هذه الإمبراطورية الجرمانية عمليا كل أوروبا الجرمانية إلى رايخ موسع بشكل كبير. من الناحية الإقليمية، شمل هذا الرايخ الألماني الموسع بالفعل (الذي يتكون من ألمانيا ما قبل عام 1938، النمسا وبوهيميا ومورافيا وألزاس لورين، وإوبين مالميدي وميمللاند ولاتفريا وستيريا وكارنيولا العليا وكارنويا الجنوبية وبولندا المحتلة من قبل ألمانيا)، وهولندا، والجزء الفلمنكي من بلجيكا ولوكسمبورغ والدنمارك والنرويج والسويد وأيسلندا وعلى الأقل الأجزاء الناطقة بالألمانية في سويسرا وليختنشتاين.
وكان الاستثناء الأكثر بروزًا هو المملكة المتحدة، التي لم يكن من المتوقع أن يتم تحويلها إلى مقاطعة ألمانية، بل لتصبح شريكًا بحريًا متحالفًا مع الألمان. استثناء آخر هو الأراضي المأهولة بالسكان الألمان في جنوب تيرول والتي كانت جزءًا من إيطاليا الحليفة. وبصرف النظر عن أوروبا الجرمانية، كانت الحدود الغربية لرايخ مع فرنسا ستعود إلى حدود الإمبراطورية الرومانية المقدسة السابقة، الأمر الذي كان يعني ضمًا كاملًا لكل والونيا وسويسرا الفرنسية ومناطق واسعة من شمال وشرق فرنسا. بالإضافة إلى ذلك، فإن سياسة ليبنسراوم خططت للتوسع الشامل لألمانيا شرقًا حتى جبال الأورال. كان هتلر يعتزم ترحيل السكان الروس «الفائضين» الذين يعيشون غرب جبال الأورال إلى شرق جبال الأورال.

## خلفية أيديولوجية

### نظريات عنصرية
الأيديولوجية العنصرية النازية اعتبرت الشعوب الجرمانية في أوروبا على أنها تنتمي إلى مجموعة عرق الشمال المتفرعة من الجنس الآري. واعتبرت هذه الشعوب إما «الشعوب الجرمانية الحقيقية» التي «فقدت شعورها بالفخر العنصري»، أو كأقارب عرقيين مقربين من الألمان. كما اعتقد المستشار الألماني أدولف هتلر أن الإغريق والرومان القدماء كانوا الأسلاف العنصريين للألمان، وأول حاملي الشعلة للفن والثقافة "الشمالية  –  اليونانية". وقد أعرب بشكل خاص عن إعجابه بإسبرطة القديمة، وأعلن أنها كانت الدولة العنصرية الأنقى:
 علاوة على ذلك، لم يشير مفهوم هتلر لـ «الجرمانية» ببساطة إلى مجموعة عرقية أو ثقافية أو لغوية، ولكن أيضًا إلى مجموعة بيولوجية مميزة، «الدم الجرماني» المتفوق الذي أراد إنقاذه من سيطرة أعداء الآريين. وذكر أن ألمانيا تمتلك أكثر من هذه «العناصر الجرمانية» أكثر من أي دولة أخرى في العالم، والتي يقدرها بـ «أربعة أخماس شعبنا».
وفقًا للنازيين، بالإضافة إلى الشعوب الجرمانية، قد يمتلك الأفراد الذين يبدو أنهم من الجنسية غير الجرمانية مثل الفرنسية والبولندية والوالونية والتشيكية وما إلى ذلك الدم الجرماني الثمين، خاصة إذا كانوا من الأرستقراطيين أو الفلاحين. من أجل «استعادة» هذه العناصر الجرمانية «المفقودة»، كان يجب توعيتها بأصولهم الجرمانية من خلال عملية الألمنة (المصطلح الذي استخدمه النازيون في هذه العملية كان Umvolkung، «استعادة العرق»). إذا كان «التعافي» مستحيلاً، فلا بد من تدمير هؤلاء الأفراد لحرمان العدو من استخدام دمه المتفوق ضد العرق الآري. مثال على هذا النوع من الجرمنة النازية هو اختطاف أطفال أوروبا الشرقية "ذوي القيمة العرقية". الغريب أن أولئك الذين تم اختيارهم لألمنتهم الذين رفضوا النازيين اعتبروا أكثر ملاءمة عنصريًا من أولئك الذين ساروا دون اعتراضات، كما قال هيملر «كان من طبيعة الدم الألماني أن يقاوم».
في الصفحة الأولى من كتاب كفاحي، أعلن هتلر صراحة اعتقاده بأن "الدم المشترك ينتمي إلى الرايخ المشترك"، موضحًا فكرة أن الجودة الفطرية للعرق (كما رأت الحركة النازية) يجب أن تكون لها الأسبقية على المفاهيم "الاصطناعية" مثل الهوية الوطنية (بما في ذلك الهويات الألمانية الإقليمية مثل البروسية والبافارية) باعتبارها العامل الحاسم الذي "يستحق" الناس من أجل الاندماج في دولة عنصرية ألمانية كبرى (Ein Volk ، Ein Reich ، Ein Führer). جزء من الأساليب الاستراتيجية التي اختارها هتلر لضمان السيادة الحالية والمستقبلية للعرق الآري (الذي كان، وفقًا لهتلر، "يقترب تدريجيًا من الانقراض" ) كان التخلص من ما وصفه بـ "قمامة الدولة الصغيرة" "(Kleinstaatengerümpel، قارن Kleinstaaterei) في أوروبا من أجل توحيد جميع دول الشمال في مجتمع عنصري واحد موحد. من عام 1921 فصاعدًا، دعا إلى إنشاء "الرايخ الجرماني للأمة الألمانية".

### اسم
كان الاسم المختار للإمبراطورية المتوقعة إشارة متعمدة إلى الإمبراطورية الرومانية المقدسة (للأمة الألمانية) التي كانت موجودة في العصور الوسطى، والمعروفة باسم الرايخ الأول في التأريخ الاشتراكي الوطني. تم أخذ جوانب مختلفة من إرث هذه الإمبراطورية في العصور الوسطى في التاريخ الألماني وسخرت منها الحكومة الاشتراكية الوطنية. أعجب هتلر بالإمبراطور فرانكيش شارلمان بسبب «إبداعه الثقافي»، وسلطاته التنظيمية، وتنازله عن حقوق الفرد. وانتقد أباطرة الإمبراطورية الرومانية المقدسة لعدم اتباع علاقات تقارب (سياسة الشرق)، في حين يجري سياسيا التركيز حصرا على الجنوب.
بعد الاحتلال الألماني لبوهيميا عام 1939، أعلن هتلر أن الإمبراطورية الرومانية المقدسة قد تم «إحيائها»، على الرغم من أنه حافظ سراً على إمبراطوريته الخاصة لتكون أفضل من الإمبراطورية «الرومانية» القديمة. على عكس «إمبراطورية بربروسا الكاثوليكية الأممية غير المريحة»، فإن الرايخ الجرماني للأمة الألمانية سيكون عنصريًا وقوميًا. وبدلاً من العودة إلى قيم العصور الوسطى، كان من المفترض أن يكون تأسيسها «دفعًا إلى عصر ذهبي جديد، يتم فيه الجمع بين أفضل جوانب الماضي مع التفكير العنصري والقومي الحديث».
كما تم استخدام الحدود التاريخية للإمبراطورية المقدسة كأساس للمراجعة الإقليمية من قبل الحزب النازي، مما يطالب بالأراضي والدول الحديثة التي كانت جزءًا منها. حتى قبل الحرب، حلم هتلر بعكس سلام ويستفاليا، الذي أعطى أراضي الإمبراطورية سيادة شبه كاملة. في 17 نوفمبر 1939، كتب وزير دعاية الرايخ جوزيف جوبلز في مذكراته أن «التصفية الكاملة» لهذه المعاهدة التاريخية كانت «الهدف العظيم» للنظام النازي، ومنذ ذلك الحين تم التوقيع عليها في مونستر، كما سيتم إلغاؤها رسميًا في نفس المدينة.

### رابطة الشعوب الجرمانية مقابل رابطة الشعوب الألمانية
على الرغم من اعتزامهم منح «الجرمانيين» الآخرين في أوروبا مكانة عرقية أعلى إلى جانب الألمان أنفسهم في نظام عنصري سياسي سياسي متوقع بعد الحرب، إلا أن النازيين لم يفكروا في منح السكان الخاضعين لهذه البلدان أي حقوق وطنية خاصة بهم. كان يُنظر إلى الدول الجرمانية الأخرى على أنها مجرد امتدادات لألمانيا بدلاً من الوحدات الفردية بأي شكل من الأشكال، وكان المقصود من الألمان بشكل قاطع أن يظلوا «أقوى مصدر قوة للإمبراطورية، من وجهة النظر الإيديولوجية والعسكرية على حد سواء». حتى هاينريش هيملر، الذي كان من بين كبار النازيين الذين أيدوا المفهوم بقوة، لم يستطع التخلص من فكرة التمييز الهرمي بين الألماني فولك والجرماني فولكر. لم تنجح صحيفة رابطة الشعوب الرسمية التابعة لشوتزشتافل، في التوفيق بين التناقض بين «الأخوة» الجرمانيين والتفوق الألماني. كما مُنع أعضاء الأحزاب النازية في البلدان الجرمانية من حضور الاجتماعات العامة للحزب النازي عندما زاروا ألمانيا. بعد معركة ستالينجراد تم رفع هذا الحظر، ولكن فقط إذا قام الحضور بإخطار مسبق بوصولهم بحيث يمكن تحذير المتحدثين في الأحداث مقدمًا بعدم الإدلاء بملاحظات مهينة حول بلدهم الأصلي.
على الرغم من أن هتلر نفسه وشوتزشتافل هيملر دافعوا عن إمبراطورية رابطة الشعوب الجرمانية، لم يكن الهدف عالميًا في النظام النازي. يميل غوبلز ووزارة خارجية الرايخ تحت حكم يواكيم فون ريبنتروب أكثر نحو فكرة الكتلة القارية تحت الحكم الألماني، كما يمثلها ميثاق مناهضة الكومنترن، ومشروع ريبنتروب«الاتحاد الأوروبي» ومفهوم ميتيلوروبا السابق.

### التصوف الجرماني
كانت هناك أيضًا خلافات داخل قيادة الحزب النازي حول الآثار الروحية لزراعة «التاريخ الجرماني» في برنامجهم الأيديولوجي. هتلر كان ينتقد بشدة هيملر في الباطنية [فولكيش] بتفسير «مهمة الجرمانية. عندما شجب هيملر شارلمان في خطاب» جزار الساكسون «، ذكر هتلر أن هذه ليست» جريمة تاريخية" ولكنها في الواقع شيء جيد، لأن إخضاع ويدوكيند جلب الثقافة الغربية إلى ما أصبح في النهاية ألمانيا. لم يوافق أيضا من مشاريع علم الأثار الهامشي التي نظمت هيملر من خلال علاقاته مع منظمة آننإربه، مثل الحفريات من المواقع الجرمانية-التاريخي قبل: "لماذا نسميه انتباه العالم بأسره إلى حقيقة أنه ليس لدينا الماضي
في محاولة لاستبدال المسيحية بدين أكثر قابلية للإيديولوجيا الاشتراكية الوطنية، سعى هيملر، مع ألفريد روزنبرغ، إلى استبدالها بالوثنية الجرمانية (الدين التقليدي الأصلي أو دين فولكسلي من الشعوب الجرمانية)، والتي كان شينتو الياباني منها يُنظر إليه على أنه نظير شرق آسيوي مثالي تقريبًا. لهذا الغرض، أمروا ببناء مواقع لعبادة الطوائف الجرمانية من أجل تبادل الطقوس المسيحية لمراسم التكريس الجرمانية، والتي شملت الزواج وطقوس الدفن المختلفة. في مونولوج هينريش هايمز عن أدولف هتلر، Monologe im FHQ 1941-1944 (عدة طبعات، هنا Orbis Verlag 2000)، نُقل عن هتلر قوله في 14 أكتوبر 1941: «يبدو أنه من الغباء بشكل لا يمكن السماح به لإحياء عبادة أودين / ووتان. كانت أساطيرنا القديمة للآلهة قديمة، وغير قادرة على الإحياء، عندما جاءت المسيحية... كان العالم القديم كله يتبع الأنظمة الفلسفية من ناحية، أو يعبد الآلهة. ولكن في العصر الحديث، من غير المرغوب فيه أن تجعل البشرية كلها مثل هذه الحمقاء من نفسها».

## إستراتيجية التأسيس
تم الإعلان عن الهدف لأول مرة علنًا في رالي نورمبرغ عام 1937. انتهى خطاب هتلر الأخير في هذا الحدث بعبارة «لقد استحوذت الأمة الألمانية بعد كل شيء على الرايخ الجرماني»، والتي أثارت تكهنات في الأوساط السياسية حول «عصر جديد» في السياسة الخارجية لألمانيا. قبل عدة أيام من الحدث، أخذ هتلر ألبرت شبير جانبًا عندما كان كلاهما في طريقهما إلى شقة ميونيخ السابقة مع مرافقين، وأعلن له "سنقوم بإنشاء إمبراطورية عظيمة. سيتم تضمين جميع الشعوب الجرمانية فيها. ستبدأ في النرويج وتمتد إلى شمال إيطاليا. أنا بنفسي يجب أن أقوم بهذا. فقط إذا حافظت على صحتي ! " في 9 أبريل 1940، عندما غزت ألمانيا الدنمارك والنرويج في عملية فيزروبونغ، أعلن هتلر عن تأسيس الرايخ الجرماني: «تمامًا كما نشأت إمبراطورية بسمارك من عام 1866، كذلك ستظهر الإمبراطورية الجرمانية الكبرى من هذا اليوم.» 
كان تأسيس الإمبراطورية هو اتباع نموذج آنشلوس النمساوي لعام 1938، الذي تم تنفيذه للتو على نطاق أوسع. شددت غوبلز في أبريل 1940 على أن الدول الجرمانية الملحقة يجب أن تخضع لثورة وطنية مماثلة كما فعلت ألمانيا نفسها بعد وصول هتلر للسلطة، مع «تنسيق» اجتماعي وسياسي سريع وفقًا للمبادئ والايديولوجية النازية (جلايش شالتونج).
كان الهدف النهائي لسياسة جلايش شالتونج المتبعة في هذه الأجزاء من أوروبا المحتلة هو تدمير مفاهيم الدول والقوميات الفردية، تمامًا كما تم قمع مفهوم الدولة النمساوية والهوية الوطنية بعد آنشلوس من خلال إنشاء دولة جديدة و مناطق الحزب. لم تعد الإمبراطورية الجديدة دولة قومية من النوع الذي ظهر في القرن التاسع عشر، ولكن بدلاً من ذلك «مجتمع نقي عنصريًا». ولهذا السبب، لم يكن للمحتلين الألمان أي مصلحة في نقل السلطة الحقيقية إلى مختلف الحركات القومية اليمينية المتطرفة الموجودة في البلدان المحتلة (مثل التجمع الوطني الحركة الإشتراكية القومية بهولندا وما إلى ذلك) باستثناء الأسباب المؤقتة للواقعية سياسية، وبدلاً من ذلك دعم بنشاط المتعاونين المتطرفين الذين فضلوا الوحدة الجرمانية (أي الاندماج التام في ألمانيا) على القومية الإقليمية (على سبيل المثال DeVlag). على عكس النمسا وسوديتنلاند، كانت العملية تستغرق وقتًا أطول بكثير. في نهاية المطاف، تم دمج هذه الجنسيات مع الألمان في عرق حكم واحد، لكن هتلر ذكر أن هذا الاحتمال يكمن «مائة عام أو نحو ذلك» في المستقبل. خلال هذه الفترة الانتقالية كان من المفترض أن يدير الألمان وحدهم «أوروبا الجديدة». وفقا لشبير، في حين كان هيملر ينوي في نهاية المطاف إضفاء الصبغة الألمانية على هذه الشعوب بالكامل، كان هتلر ينوي عدم «التعدي على فرديتهم» (أي لغاتهم الأصلية)، حتى يتمكنوا في المستقبل من «زيادة تنوع وديناميكية» الإمبراطورية. ومع ذلك، فإن اللغة الألمانية ستكون لغتها المشتركة، وتشبهها بوضع اللغة الإنجليزية في الكومنولث البريطاني.
كان العامل الأساسي المستخدم في خنق العناصر القومية المتطرفة المحلية هي جيرمانك-إس إس، الذي تألف في البداية فقط من الفروع المحلية الخاصة لجيرمانك-إس إس في بلجيكا وهولندا والنرويج. وكانت هذه المجموعات في البداية تحت سلطة قادة كل منهما المؤيدة للالوطنية الاشتراكي الوطني (دي كليرك، Mussert وكفيشلينغ)، وكانت تهدف إلى وظيفة داخل الأراضي الوطنية الخاصة بها فقط. خلال عام 1942، ومع ذلك، تحولت جيرمانك إس إس إلى مزيد من أداة تستخدم من قبل هيملر ضد تأثير الأحزاب المتعاونة الأقل تطرفا على غرار المنظمات التي تشبه كتيبة العاصفة، مثل هيرد في النرويج وWeerbaarheidsafdeling في هولندا. في الإمبراطورية الجرمانية بعد الحرب، كان هؤلاء الرجال يشكلون كادر القيادة الجديد لأراضيهم الوطنية. التأكيد على عقيدتهم القومية الجرمانية، كان SS النرويجي تسميتها الآن Germanske SS NORGE، ونذرلاندز SS و Germaansche SS في هولندا وAlgemeene-SS VLAANDEREN وSS Germaansche في VLAANDEREN . لم يعد رجال هذه الجماعات يقسمون بالولاء لقادتهم الوطنيين، ولكن لألماني الفوهرر («Germanic Führer»)، أدولف هتلر:
افترض هتلر هذا العنوان في 23 يونيو 1941، بناءً على اقتراح هيمر. في 12 ديسمبر 1941، خاطبه القومي اليميني الهولندي أنطون موسرت بهذه الطريقة عندما أعلن ولائه لهتلر خلال زيارة إلى مستشارية الرايخ في برلين. حتى عام 1944، استمرت منشورات الدعاية العرضية في الإشارة إليه بهذا اللقب غير الرسمي أيضًا. يعتقد موسرت أن هتلر كان مقدراً ليصبح الفوهرر للجرمانيين بسبب تاريخه الشخصي المتطابق: كان هتلر في الأصل مواطنًا نمساويًا، وتطوع في الجيش البافاري وفقد جنسيته النمساوية. وهكذا ظل عديم الجنسية لمدة سبع سنوات، كان خلالها، وفقاً لموسرت، «الزعيم الجرماني ولا شيء آخر».
كان من المقرر استخدام علم الصليب المعقوف كرمز لتمثيل ليس فقط الحركة الاشتراكية الوطنية، ولكن أيضًا وحدة الشعوب الاسكندنافية الجرمانية في دولة واحدة. اعتبر العديد من الاشتراكيين الوطنيين الصليب المعقوف رمزًا أساسيًا للجرمانية والأوروبية على الرغم من وجوده بين العديد من الثقافات في جميع أنحاء العالم.
كان هتلر ينوي منذ فترة طويلة إعادة بناء العاصمة الألمانية برلين بشكل معماريوتحويلها إلى عاصمة إمبراطورية جديدة، والتي قررها في عام 1942 لإعادة تسمية جرمانيا عند اكتمالها المقرر في عام 1950. تم اختيار الاسم على وجه التحديد لجعله النقطة المركزية الواضحة للإمبراطورية الجرمانية المتصورة، ولإعادة فرض مفهوم الدولة الجرمانية الموحدة على الشعوب الجرمانية في أوروبا.

## السياسات المتخذة في البلدان الجرمانية

### البلدان المنخفضة
كانت خطط الضم الألمانية أكثر تقدمًا للبلدان المنخفضة عنها بالنسبة لدول الشمال، ويرجع ذلك جزئيًا إلى قربها الجغرافي بالإضافة إلى الروابط الثقافية والتاريخية والعرقية مع ألمانيا. لوكسمبورغ وبلجيكا وكلا ضمتها رسميا في الرايخ الألماني خلال الحرب العالمية الثانية، في عام 1942 و1944 على التوالي، وهذه الأخيرة كما جديد رايخسجاو من فلاندرز ووالونيا (واحد الثالث المقترح، برابانت، لم ينفذ في هذا الترتيب) ومقاطعة بروكسل. في 5 أبريل 1942، أثناء تناول العشاء مع أحد العناصر المحيطة به بما في ذلك هاينريش هيملر، أعلن هتلر نيته أن يتم تضمين البلدان المنخفضة بالكامل في الرايخ، وعندها سيتم إصلاح الرايخ الألماني الكبير في الرايخ الجرماني (ببساطة «الرايخ» بلغة مشتركة) للدلالة على هذا التغيير.
ادعى مدلك هيملر الشخصي فيليكس كيرستن أن السابق حتى فكر في إعادة توطين جميع السكان الهولنديين، حوالي 8 ملايين شخص في ذلك الوقت، إلى الأراضي الزراعية في وديان فيستولا وبوغ ريفر في بولندا المحتلة كأكثر طريقة فعالة لتسهيل حياتهم الجرمنة الفورية. في هذه الحالة، يُزعم أنه كان يأمل أيضًا في إنشاء مقاطعة SS في هولندا في الأراضي الهولندية التي تم إخلاؤها، وتوزيع جميع الممتلكات والعقارات الهولندية المصادرة بين رجال SS الموثوق بهم. ومع ذلك، أظهر هذا الادعاء أسطورة كتبها لوي دي جونغ في كتابه «أساطير الرايخ الثالث» .
تم مناقشة الموقف في الإمبراطورية المستقبلية للفريزيين، وهو شعب ألماني آخر، في 5 أبريل 1942 في إحدى محادثات عشاء هتلر العديدة في زمن الحرب. علق هيملر على أنه لا يوجد ظاهريًا أي شعور حقيقي بالمجتمع بين المجموعات العرقية الأصلية المختلفة في هولندا. ثم ذكر أن الفريزيين الهولنديين على وجه الخصوص لا يبدو لديهم أي عاطفة لكونهم جزءًا من دولة قومية قائمة على الهوية الوطنية الهولندية، وشعروا بشعور أكبر من القرابة مع إخوانهم الفريزيين الألمان عبر نهر إيمز في شرق فريزيا، اتفق مع الملاحظ الميداني المشير فيلهلم كيتيل بناء على تجاربه الخاصة. قرر هتلر أن أفضل مسار للعمل في هذه الحالة هو توحيد المنطقتين الفريزية على جانبي الحدود في مقاطعة واحدة، وسوف يناقش الموضوع في وقت لاحق مع آرثر سيس-إنكوارت، الحاكم للنظام الألماني في هولندا. وبحلول أواخر شهر مايو من ذلك العام، اختتمت هذه المناقشات على ما يبدو، حيث تعهد يوم 29 من الشهر الماضي بأنه لن يسمح للفريزيين الغربيين بالبقاء جزءًا من هولندا، وبما أنهم كانوا «جزءًا من نفس العرق مثل شعب الشرق فريزيا» كان لا بد من الانضمام إلى مقاطعة واحدة.
اعتبر هتلر والونيا «في الواقع الأراضي الألمانية» التي تم فصلها تدريجيًا عن الأراضي الجرمانية من قبل الرومنة الفرنسية للوالون، وبالتالي فإن ألمانيا لديها «كل الحق» في استعادة هذه الأراضي. قبل اتخاذ القرار بتضمين والونيا في مجملها، تم بالفعل النظر في تضمين العديد من المناطق الأصغر التي تمتد على الحدود الجرمانية التقليدية - اللغة الرومانسية في أوروبا الغربية. وقد اشتملت هذه على منطقة المتحدثة باللوكسمبورغية الصغيرة التي تتمحور حول آرلون،  بالإضافة إلى ال منطقة المتحدثة Low Dietsch غرب Eupen (ما يسمى Platdietse Streek) حول مدينة ليمبورغ، العاصمة التاريخية لدوقية ليمبورغ.

### دول الشمال
بعد غزوهم في عملية فيزروبونغ، تعهد هتلر بأنه لن يغادر النرويج مرة أخرى،  وفضل ضم الدنمارك كمقاطعة ألمانية أكثر بسبب صغر حجمها وقربها النسبي من ألمانيا. كانت آمال هيملر هي توسيع المشروع بحيث يتم إدراج أيسلندا أيضًا ضمن مجموعة البلدان الجرمانية التي يجب دمجها تدريجيًا في الرايخ. كان أيضًا من بين مجموعة من الاشتراكيين الوطنيين الباطنيين الذين اعتقدوا أن أيسلندا أو جرينلاند هي الأرض الصوفية لثول، موطن أصلي مزعوم للعرق الآري القديم. من وجهة نظر عسكرية، كانت قيادة كريغسمارينه تأمل في رؤية سبيتسبرغن وأيسلندا وغرينلاند وجزر فارو وربما جزر شتلاند (التي طالب بها نظام كفيشلينغ ) تحت سيطرتها لضمان وصول البحرية الألمانية إلى وسط المحيط الأطلسي.
كان هناك استعداد لبناء مدينة ألمانية جديدة يسكنها 300000 نسمة تسمى نوردسترن («نورث ستار») بجوار مدينة تروندهايم النرويجية. ستكون مصحوبة بقاعدة بحرية جديدة كان من المقرر أن تكون الأكبر في ألمانيا. كانت هذه المدينة مرتبطة بألمانيا بواسطة أوتوبان عبر الأحزمة الصغيرة والكبيرة. كما تيضم متحفًا فنيًا للجزء الشمالي من الإمبراطورية الجرمانية، وتضم «أعمال الفنانين الألمان فقط».
نظر النظام في خضوع السويد المستقبلي في «النظام الجديد». ذكر هيملر أن السويديين هم «خلاصة الروح الشمالية والرجل الاسكندنافي»، ويتطلع إلى دمج وسط وجنوب السويد في الإمبراطورية الجرمانية. عرض هيملر شمال السويد، مع الأقلية الفنلندية، على فنلندا، جنبًا إلى جنب مع ميناء كيركينيس النرويجي، على الرغم من رفض هذا الاقتراح من قبل وزير الخارجية الفنلندي فيتينغ. زعم فيليكس كيرستن أن هيملر قد أعرب عن أسفه لأن ألمانيا لم تحتل السويد خلال عملية Weserübung، لكنه كان على يقين من أنه سيتم تصحيح هذا الخطأ بعد الحرب. في أبريل 1942، عبر جوبلز عن وجهات نظر مماثلة في مذكراته، حيث كتب أن ألمانيا كان يجب أن تحتل البلاد خلال حملتها في الشمال، حيث «لا يحق لهذه الدولة الوجود الوطني على أي حال». في عام 1940، اقترح هيرمان غورينغ أن موقف السويد المستقبلي في الرايخ كان مشابهًا لموقف بافاريا في الإمبراطورية الألمانية. من المحتمل أن تنضم جزر آلاند السويدية عرقياً، التي منحتها عصبة الأمم إلى فنلندا في عام 1921، إلى السويد في الإمبراطورية الجرمانية. في ربيع عام 1941، أبلغ الملحق العسكري الألماني في هلسنكي نظيره السويدي أن ألمانيا ستحتاج إلى حقوق عبور عبر السويد من أجل الغزو الوشيك للاتحاد السوفيتي، وفي حالة العثور على تعاونها سيسمح بضم الجزر السويدي. اعترض هتلر على فكرة الاتحاد الكامل بين دولتي السويد وفنلندا.
وعلى الرغم من أن غالبية الناس من الفنلندية الأوغرية الأصل، أعطيت فنلندا حالة كونها «دولة الشمال الفخرية» (من منظورالسياسة العنصرية لألمانيا النازية، وليس الوطنية) من قبل هتلر كمكافأة للأهمية العسكرية في الصراع المستمر ضد الاتحاد السوفياتي. كانت الأقلية الناطقة بالسويدية في البلاد، والتي شكلت في عام 1941 نسبة 9.6٪ من إجمالي السكا ، تم اعتبارهم من بلدان الشمال الأوروبي وكانوا مفضلين في البداية على المتحدثين الفنلنديين في التجنيد في كتيبة المتطوعين الفنلندية التابعة لفافين إس إس. وضع فنلندا الشمالي لا يعني أنه كان من المفترض أن يتم استيعابها في الإمبراطورية الجرمانية، ولكن بدلاً من ذلك توقع أن تصبح حارس الجناح الشمالي لألمانيا ضد بقايا معادية لاتحاد الجمهوريات الاشتراكية السوفياتية المحتلة من خلال السيطرة على أراضي كاريلي، التي احتلها الفنلنديون في 1941. كما اعتبر هتلر المناخات الفنلندية والكاريلية غير مناسبة للاستعمار الألماني. ومع ذلك، فإن هتلر في عام 1941 قد فكر في إمكانية إدراج فنلندا في نهاية المطاف كدولة فدرالية في الإمبراطورية كهدف طويل الأجل، ولكن بحلول عام 1942 يبدو أنه تخلى عن هذا الخط من التفكير. وفقا لكيرستن، حيث وقعت فنلندا هدنة مع الاتحاد السوفيتي وقطعت العلاقات الدبلوماسية مع شقيقها السابق في ألمانيا في سبتمبر 1944، شعر هيملر بالندم لعدم القضاء على الدولة والحكومة الفنلندية وقيادتها «الماسونية» في وقت أقرب، وتحويل البلاد إلى «فنلندا الاشتراكية الوطنية مع نظرة الجرمانية».

### سويسرا
نفس العداء الضمني تجاه الدول المحايدة مثل السويد تم توجيهه أيضًا تجاه سويسرا. أشار جوبلز في مذكراته في 18 ديسمبر 1941 إلى أنه «سيكون إهانة حقيقية لله إذا لم يحيا [المحايدين] هذه الحرب دون أن يصابوا بأذى بينما تقدم القوى الكبرى مثل هذه التضحيات العظيمة، ولكن أيضًا تستفيد منها. سنحرص بالتأكيد على عدم حدوث ذلك».
كان الإيديولوجيون النازيون ينظرون إلى الشعب السويسري على أنه مجرد فرع من الأمة الألمانية، على الرغم من أن أحدهم ضلل بالمثل الغربية المنحطة للديمقراطية والمادية. انتقد هتلر السويسريين على أنهم «فرع مضلل من الفولك لدينا» والدولة السويسرية على أنها «بثرة على وجه أوروبا» واعتبرتهم غير مناسبين لتوطين الأراضي التي توقع النازيون استعمارها في أوروبا الشرقية.
ناقش هيملر الخطط مع مرؤوسيه لدمج الأجزاء الناطقة بالألمانية في سويسرا على الأقل تمامًا مع بقية ألمانيا، وكان لديه العديد من الأشخاص في الاعتبار لمنصب الرايخسوميسار لـ `` إعادة الاتحاد '' في سويسرا مع الرايخ الألماني (على غرار المكتب الذي احتجزه جوزيف بوركل بعد استيعاب النمسا لألمانيا خلال آنشلوس). في وقت لاحق ، أصبح هذا المسؤول في وقت لاحق ليصبح الرايخشتاتالتر الجديد للمنطقة بعد الانتهاء من استيعابه بالكامل. في أغسطس 1940، تحدث غاولايتر جنوب وستفاليا جوسيف فاغنر لصالح اندماج سويسرا في Reichsgau Burgund (انظر أدناه) واقترح أن يكون مقر الحكومة لهذه المنطقة الإدارية الجديدة قصر الأمم في جنيف.
كانت عملية شجرة الميلاد، هجوم عسكري يهدف إلى احتلال كل سويسرا، على الأرجح بالتعاون مع إيطاليا (التي أرادت هي نفسها المناطق الناطقة باللغة الإيطالية في سويسرا)، في مراحل التخطيط خلال 1940-1941. وقد نظر الجيش الألماني بجدية في تنفيذه بعد الهدنة مع فرنسا، ولكن تم تعليقه بشكل نهائي بعد أن وجهت بداية عملية بربروسا انتباه الفيرماخت إلى مكان آخر.

### شرق فرنسا

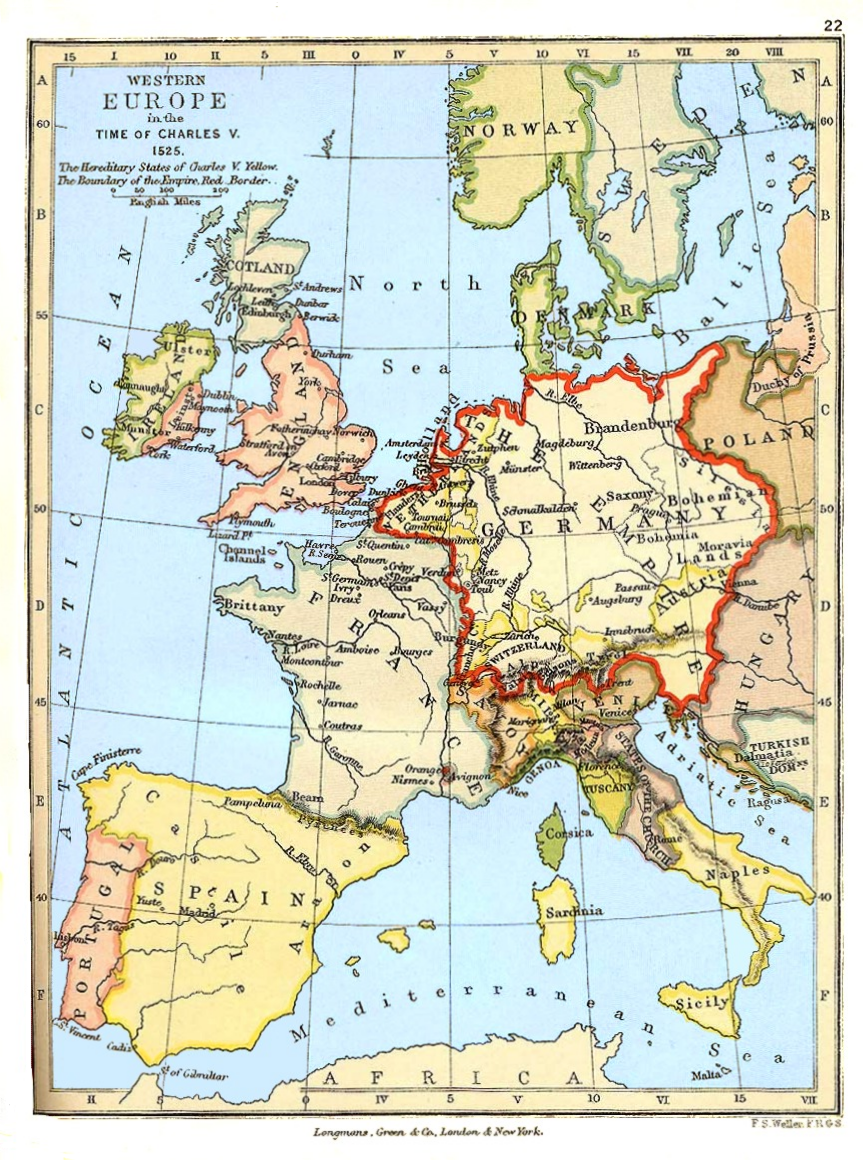
أوروبا الغربية في عهد شارل الخامس (1525): تتميز الإمبراطورية الرومانية المقدسة بحدود حمراء

في أعقاب اتفاق ميونيخ، أبرم هتلر ورئيس الوزراء الفرنسي إدوار دلادييه في ديسمبر 1938 اتفاقية أعلنت رسميًا أن ألمانيا تتخلى عن مطالبها الإقليمية السابقة بشأن الألزاس واللورين من أجل الحفاظ على العلاقات السلمية بين فرنسا ولمانيا وتعهد كلاهما المشاركة في المشاورات المتبادلة حول المسائل التي تتعلق بمصالح البلدين. ومع ذلك، في نفس الوقت نصح هتلر بشكل خاص القيادة العليا للفيرماخت بإعداد خطط عملياتية للحرب الألمانية الإيطالية المشتركة ضد فرنسا.
تحت رعاية وزير الدولة فيلهلم ستاكارت، أنتجت وزارة الداخلية للرايخ مذكرة أولية للضم المخطط لشريط من شرق فرنسا في يونيو 1940، تمتد من مصب السوم إلى بحيرة جنيف،  وفي 10 يوليو 1940، قام هيملر بجولة في المنطقة لتفقد إمكاناتها الألمانية. وفقًا للوثائق التي تم إنتاجها في ديسمبر 1940، ستتألف الأراضي المضمومة من تسع أقاليم فرنسية، وسيتطلب إجراء الألمانية توطين مليون ألماني من «أسر الفلاحين». قرر هيملر أن جنوب تيرول المهاجرين (انظر جنوب تيرول اتفاق الخيار) سوف تستخدم المستوطنين، وبلدات المنطقة سيحصلون جنوب تيرول أسماء الأماكن مثل بوزن، بريكسين، ميران، وهلم جرا. بحلول عام 1942، قرر هتلر أنه سيتم استخدام جنوب تيرول بدلاً من ذلك لتسوية شبه جزيرة القرم، وأشار هيملر «بالنسبة لبرغندي، سيكون علينا فقط العثور على مجموعة عرقية [جرمانية] أخرى.» 
ادعى هتلر الأراضي الفرنسية حتى خارج الحدود التاريخية للإمبراطورية الرومانية المقدسة. وذكر أنه من أجل ضمان الهيمنة الألمانية على القارة، يجب على ألمانيا «الاحتفاظ أيضًا بنقاط عسكرية قوية على ما كان يُعرف سابقًا بالساحل الأطلسي الفرنسي»، وشدد على أن «لا شيء على الأرض سيقنعنا بالتخلي عن مواقع آمنة مثل تلك الموجودة على القناة الساحل، التي تم الاستيلاء عليها خلال الحملة في فرنسا وعززتها منظمة تودت». أعطيت عدة مدن فرنسية رئيسية على طول الساحل تسمية Festung («القلعة»؛ «معقل») من قبل هتلر ، مثل لو هافر وبرست وسان نازير،  مما يشير إلى أنها ستبقى تحت ألمانيا الدائمة بعد الحرب الإدارة.

### جزر الأطلسي
خلال صيف عام 1940، نظر هتلر في إمكانية احتلال جزر الأزور البرتغالية، والرأس الأخضر وماديرا وجزر الكناري الإسبانية لحرمان البريطانيين من نقطة انطلاق للأعمال العسكرية ضد أوروبا التي يسيطر عليها النازيون. في سبتمبر 1940، أثار هتلر القضية في مناقشة مع وزير الخارجية الإسباني سيرانو سونير، وعرض الآن على إسبانيا نقل إحدى جزر الكناري إلى الاستخدام الألماني بسعر المغرب الفرنسي. على الرغم من أن اهتمام هتلر بالجزر الأطلسية يجب فهمه من إطار فرضه الوضع العسكري عام 1940، إلا أنه في النهاية لم يكن لديه خطط لإطلاق هذه القواعد البحرية المهمة من السيطرة الألمانية.
وقد زعم المؤرخ الكندي هولغر هيرويغ أنه في نوفمبر 1940 ومايو 1941، مما أدى إلى الفترة التي بدأت فيها اليابان التخطيط للهجوم البحري الذي سيجلب الولايات المتحدة إلى الحرب وخلال هذه الفترة،  التي ذكرها هتلر أنه كان لديه رغبة في «نشر قاذفات بعيدة المدى ضد المدن الأمريكية من جزر الأزور». نظرًا لموقعها، بدا أن هتلر يعتقد أن قاعدة لوفتفافه الواقعة على جزر الأزور البرتغالية كانت «الإمكانية الوحيدة لألمانيا لتنفيذ هجمات جوية من قاعدة برية ضد الولايات المتحدة»، في فترة قبل عام من ظهور مايو 1942 مسابقة أمريكا بومبر العابرة للمحيطات المنافسة في تصميم القنابل الاستراتيجية.

## دور بريطانيا

### المملكة المتحدة
الدولة الوحيدة الناطقة باللغة الجرمانية التي لم يتم تضمينها في هدف توحيد رابطة الشعوب الجرمانية كانت المملكة المتحدة،  على الرغم من قبولها شبه العالمي من قبل الحكومة النازية باعتبارها جزءًا من العالم الجرماني. افترض هانس إف. كي. غونثرالإيديولوجي الرائد في الشمال أن أنجلوسكسونيون كان أكثر نجاحًا من الألمان في الحفاظ على النقاء العنصري وأن المناطق الساحلية والجزرية في اسكتلندا وأيرلندا وكورنوال وويلز تلقت دمًا شماليًا إضافيًا من خلال الغارات والاستعمار الإسكندنافي خلال عصر الفايكنج، وكان الأنجلو ساكسون في شرق أنجليا وشمال إنجلترا تحت الحكم الدنماركي في القرنين التاسع والعاشر. أشار غونتر إلى هذه العملية التاريخية باسم Aufnordung («nordification إضافية»)، والتي بلغت ذروتها أخيرًا في غزو النورمان لإنجلترا عام 1066. وهكذا كانت بريطانيا دولة تم إنشاؤها بواسطة النضال وبقاء الأصلح بين مختلف الشعوب الآرية في الجزر، وكانت قادرة على متابعة الغزو العالمي وبناء الإمبراطورية بسبب الوراثة العنصرية المتفوقة التي ولدت من خلال هذا التطور.
اعترف هتلر بإعجاب بالقوة الإمبراطورية للإمبراطورية البريطانية في بالقوةكتاب هتلر الثاني كدليل على التفوق العنصري للعرق الآري،  أمل أن ألمانيا سوف تحاكي «الوحشية» البريطانية و«غياب التقلبات الأخلاقية» في تأسيسها الاستعماري الخاص إمبراطورية في أوروبا الشرقية. كان أحد أهداف سياسته الخارجية الأساسية طوال الثلاثينيات إقامة تحالف عسكري مع كل من الإنجليزية (قام هتلر بخلط إنجلترا مع بريطانيا والمملكة المتحدة في كتاباته وخطبه) بالإضافة إلى الإيطاليين لتحييد فرنسا كتهديد استراتيجي للأمن الألماني المتمثل بالتوسع شرقا.
عندما أصبح واضحًا للقيادة الاشتراكية الوطنية أن المملكة المتحدة لم تكن مهتمة بتحالف عسكري، تم اعتماد سياسات معادية لبريطانيا لضمان تحقيق أهداف الحرب الألمانية. ومع ذلك، حتى خلال الحرب، بقي الأمل في أن تصبح بريطانيا في الوقت المناسب حليفًا ألمانيًا موثوقًا به. فضل هتلر أن يرى الإمبراطورية البريطانية محفوظًا كقوة عالمية، لأن إنهيارها سيفيد دولًا أخرى أكثر بكثير من ألمانيا، وخاصة الولايات المتحدة واليابان. في الواقع، استندت إستراتيجية هتلر خلال 1935-1937 للفوز ببريطانيا على ضمان ألماني للدفاع عن الإمبراطورية البريطانية. بعد الحرب، شهد ريبنتروب أنه في عام 1935 وعد هتلر بتسليم اثني عشر فرقة ألمانية تحت تصرف بريطانيا للحفاظ على سلامة ممتلكاتها الاستعمارية.
كان للعمليات العسكرية المستمرة ضد بريطانيا بعد سقوط فرنسا الهدف الاستراتيجي المتمثل في جعل بريطانيا «ترى النور» وتجري هدنة مع قوى المحور، مع تسمية الألمان في 1 يوليو 1940 بأنه «التاريخ المحتمل» وقف الأعمال العدائية. في 21 مايو 1940، كتب فرانز هالدر، رئيس الأركان العامة للجيش، بعد التشاور مع هتلر بشأن الأهداف التي تصورها الفوهرر خلال الحرب الحالية، في مذكراته: «نحن نسعى إلى الاتصال ببريطانيا على أساس تقسيم العالم».
كان أحد أهداف هتلر الفرعية لغزو روسيا هو الفوز على بريطانيا إلى الجانب الألماني. كان يعتقد أنه بعد الانهيار العسكري لاتحاد الجمهوريات الاشتراكية السوفياتية، «في غضون أسابيع قليلة» ستضطر بريطانيا إما إلى الاستسلام أو تأتي للانضمام إلى ألمانيا «كشريك صغير» في المحور. تم حجز دور بريطانيا في هذا التحالف لدعم الأعمال العسكرية البحرية والجوية الألمانية ضد الولايات المتحدة في معركة من أجل التفوق العالمي الذي تم إجراؤه من قواعد القوة في أوروبا وأفريقيا والمحيط الأطلسي. في 8 أغسطس 1941، صرح هتلر أنه يتطلع إلى اليوم النهائي عندما «إنجلترا وألمانيا [مسيرة] معًا ضد أمريكا» وفي 7 يناير 1942، حلم أنه «ليس من المستحيل» لبريطانيا إنهاء الحرب والانضمام إلى جانب المحور، مما يؤدي إلى وضع «سيكون فيه جيش ألماني بريطاني سيطارد الأمريكيين من أيسلندا». يأمل عالم الفكر الاشتراكي الوطني ألفريد روزنبرغ في أن ينضم الإنجليز، إلى جانب الجنسيات الجرمانية الأخرى، مع المستوطنين الألمان في الاستعمار للمناطق الشرقية المحتلة، بعد انتهاء الحرب على الاتحاد السوفييتي.
من منظور تاريخي، تم تشبيه وضع بريطانيا بالوضع الذي وجدت فيه الإمبراطورية النمساوية نفسها بعد هزيمتها من قبل مملكة بروسيا في معركة كونيجريتز عام 1866. كما تم استبعاد النمسا بعد ذلك رسميًا من الشؤون الألمانية، كذلك سيتم استبعاد بريطانيا من الشؤون القارية في حالة انتصار ألماني. بعد ذلك ، أصبحت النمسا والمجر حليفًا مخلصًا للإمبراطورية الألمانية في تحالفات القوة في أوروبا قبل الحرب العالمية الأولى، وكان من المأمول أن تأتي بريطانيا للقيام بهذا الدور نفسه.

### جزر القناة
كان من المقرر دمج جزر القناة البريطانية بشكل دائم في الإمبراطورية الجرمانية. في 22 يوليو 1940، صرح هتلر أنه بعد الحرب، ستُمنح الجزر لسيطرة جبهة العمل الألمانية لروبرت لي، ويتم نقلها إلى القوة عبر السعادة. قام الباحث الألماني كارل هاينز بفيفر بجولة في الجزر في عام 1941، وأوصى بأن يحتل المحتلون الألمان التراث العرقي لسكان الجزر ومعاملة الجزر على أنها «دول جرمانية صغيرة»، والتي كان اتحادها مع بريطانيا مجرد حادث تاريخ. وشبه السياسة المفضلة فيما يتعلق بالجزر المشابهة لتلك التي اتبعها البريطانيون في مالطا، حيث تم دعم اللغة المالطية «بشكل مصطنع» ضد اللغة الإيطالية .

## دور أيرلندا
رسم الألمان خطة عسكرية لغزو أيرلندا لدعم عملية أسد البحر في أغسطس 1940. كان من المقرر أن تحكم أيرلندا المحتلة إلى جانب بريطانيا في نظام إداري مؤقت مقسم إلى ست أوامر عسكرية اقتصادية، مع وجود أحد المقرات في دبلن. إن موقف أيرلندا المستقبلي في النظام الجديد غير واضح، لكن من المعروف أن هتلر كان سيوحد أولستر مع الدولة الأيرلندية.

## دور شمال إيطاليا
اعتبر هتلر أن الإيطاليين الشماليين آريون بشدة،  لكن ليس الإيطاليين الجنوبيين. حتى أنه قال إن آننإربه، وهي منظمة أثرية مرتبطة بقوات الأمن الخاصة، أكدت أن الأدلة الأثرية أثبتت وجود شعوب الشمال الجرماني في منطقة جنوب التيرول في العصر الحجري الحديث التي ادعت أنها أثبتت أهمية تأثير الشمال-الجرماني القديم على شمال إيطاليا. اعتبر نظام الحزب النازي أن الرومان القدماء كانوا إلى حد كبير شعبًا من عرق البحر الأبيض المتوسط. ومع ذلك، زعموا أن الطبقات الحاكمة الرومانية كانت من الشمال، ينحدرون من الغزاة الآريين من الشمال؛ وأن هذه الأقلية الآرية النوردية كانت مسؤولة عن صعود الحضارة الرومانية. نظر الاشتراكيون الوطنيون إلى سقوط الإمبراطورية الرومانية على أنه نتيجة لتدهور نقاء الطبقة الحاكمة في الشمال الآري من خلال اختلاطها مع الأنواع المتوسطية المتدنية التي أدت إلى انحلال الإمبراطورية. بالإضافة إلى ذلك، تم إلقاء اللوم على الاختلاط العنصري في السكان بشكل عام بسبب سقوط روما، مدعيا أن الإيطاليين كانوا خليطًا من الأجناس، بما في ذلك الأجناس الأفريقية السوداء. نظرًا للبشرة الداكنة لشعوب البحر الأبيض المتوسط، اعتبرها هتلر آثارًا للدم الزنجي وبالتالي لم يكن لديها تراث أريدي قوي في الشمال وبالتالي كانت أقل شأناً من تلك التي لديها تراث نوردي أقوى.
تأثرت مواقف النظام النازي فيما يتعلق بشمال إيطاليا بعلاقات النظام مع الحكومة الإيطالية، ولا سيما نظام موسوليني الفاشي. هتلر معجب بموسوليني. أكد هتلر على القرب العنصري لحليفه موسوليني من الألمان من التراث العرقي في جبال الألب. اعتبر هتلر موسوليني غير ملوثة بشكل خطير بدم سباق البحر الأبيض المتوسط. كان لدى الاشتراكيين الوطنيين الآخرين وجهات نظر سلبية عن موسوليني والنظام الفاشي. كان القائد الأول للحزب النازي، أنطون دريكسلر، واحدًا من أكثر المتطرفين في وجهات نظره السلبية عن موسوليني   - الادعاء بأن موسوليني كان «على الأرجح» يهوديًا وأن الفاشية كانت حركة يهودية. بالإضافة إلى ذلك، كان هناك تصور في ألمانيا بأن الإيطاليين ضعفاء عنصريًا، وعديمي الجنسية، وفاسدين ومفسدين، والجنود الأشرار كما تم إدراكه كما هو موضح في معركة كابوريتو في الحرب العالمية الأولى ، لكونهم جزءًا من السلطات التي أنشأت معاهدة فرساي، لكونه شعبًا غدارا نظرًا لتخلي إيطاليا عن التحالف الثلاثي مع ألمانيا والنمسا والمجر في الحرب العالمية الأولى للانضمام إلى الوفاق. رد هتلر على مراجعة خيانة إيطاليا لألمانيا والنمسا والمجر في الحرب العالمية الأولى بالقول أن هذا كان نتيجة لقرار ألمانيا الإمبراطورية بتركيز اهتمامها على دعم الإمبراطورية النمساوية المجرية المحتضرة مع تاوز وتجاهل إيطاليا الواعدة.
كانت منطقة جنوب تيرول مكانًا للمطالبات المتنازعة والصراع بين القومية الألمانية والقومية الإيطالية. ادعى أحد كبار المؤسسين للقومية الإيطالية، جوزيبي مازيني، جنبًا إلى جنب مع إيتوري تولومي، أن سكان جنوب تيرول الناطقين بالألمانية كانوا في الواقع في الغالب من السكان الجرمانيين من أصل روماني الذين يحتاجون إلى «تحريرهم وإعادتهم إلى ثقافتهم الشرعية». مع هزيمة النمسا والمجر في الحرب العالمية الأولى، حددت معاهدة السلام لإيطاليا جنوب تيرول، مع حدودها مع النمسا على طول ممر برينر. سعى النظام الفاشي الإيطالي إلى إضفاء الطابع الإيطالي على جنوب تيرول، من خلال تقييد استخدام اللغة الألمانية مع الترويج للغة الإيطالية؛ تشجيع الهجرة الجماعية للإيطاليين إلى المنطقة ، ويتم تشجيعها بشكل رئيسي من خلال التصنيع ؛ وإعادة توطين السكان الناطقين بالألمانية.
بعد أن أوضح موسوليني في عام 1922 أنه لن يتخلى أبدًا عن منطقة جنوب تيرول وفصلها عن إيطاليا، اعتمد هتلر هذا الموقف. أعلن هتلر في Mein Kampf أن المخاوف بشأن حقوق الألمان في جنوب التيرول تحت السيادة الإيطالية ليست قضية بالنظر إلى المزايا التي يمكن اكتسابها من التحالف الألماني الإيطالي مع نظام موسوليني الفاشي. فيكتابه كفاحي أوضح أيضًا أنه يعارض شن حرب مع إيطاليا من أجل الحصول على جنوب التيرول. أدى هذا الموقف من قبل هتلر بالتخلي عن مطالبات الأراضي الألمانية لجنوب تيرول إلى تفاقم بين بعض أعضاء الحزب النازي الذين وجدوا حتى أواخر العشرينيات صعوبة في قبول المنصب.
في 7 مايو 1938، أعلن هتلر خلال زيارة عامة لروما التزامه بالحدود القائمة بين ألمانيا (التي شملت ضم النمسا) وإيطاليا في ممر برينر.
في عام 1939، قام هتلر وموسوليني بحل مشكلة تقرير المصير للألمان والحفاظ على حدود ممر برينر بموجب اتفاق تم بموجبه منح ألمانيا الجنوبية التيرولية خيار إما الاندماج في الثقافة الإيطالية، أو مغادرة جنوب تيرول إلى ألمانيا؛ اختار معظمهم المغادرة إلى ألمانيا.
بعد أن قام الملك فيكتور عمانويل الثالث من مملكة إيطاليا بتنحية موسوليني من السلطة، كان هتلر في 28 يوليو 1943 يستعد للتخلي المتوقع عن المحور للحلفاء من قبل حكومة مملكة إيطاليا الجديدة، وكان يستعد للانتقام الدقيق للخيانة المتوقعة بالتخطيط لتقسيم إيطاليا. على وجه الخصوص، كان هتلر يفكر في إنشاء «دولة لومبارد» في شمال إيطاليا سيتم دمجها في الرايخ الجرماني الكبير ، في حين سيتم ضم جنوب تيرول والبندقية مباشرة إلى ألمانيا.
في أعقاب تخلي المملكة الإيطالية عن المحور في 8 سبتمبر 1943، استولت ألمانيا على الأراضي الإيطالية ودمجتها بحكم الأمر الواقع في سيطرتها المباشرة.
بعد استسلام مملكة إيطاليا للحلفاء في سبتمبر 1943، وفقًا لجوبلز في مذكراته الشخصية في 29 سبتمبر 1943، أعرب هتلر عن أن الحدود الإيطالية الألمانية يجب أن تمتد إلى حدود منطقة فينيتو. كان من المقرر ضم فينيتو إلى الرايخ في «شكل مستقل»، والاستفادة من تدفق السياح الألمان بعد الحرب. في الوقت الذي كانت فيه إيطاليا على وشك إعلان هدنة مع الحلفاء، أعلن هيملر إلى فيليكس كيرستن أن شمال إيطاليا، إلى جانب الجزء الناطق باللغة الإيطالية من سويسرا ، «من المقرر أن يتم تضمينه في نهاية المطاف في ألمانيا الكبرى على أي حال».
بعد إنقاذ موسوليني وتأسيس الجمهورية الاجتماعية الإيطالية (RSI)، على الرغم من حث المسؤولين الألمان المحليين، رفض هتلر ضم جنوب تيرول رسميًا، وبدلاً من ذلك قرر أن RSI يجب أن يحمل السيادة الرسمية على هذه الأراضي، ونهى عن جميع التدابير التي من شأنها أن تعطي انطباعا عن الضم الرسمي لجنوب تيرول. ومع ذلك، من الناحية العملية إقليم جنوب تيرول في حدود يحددها ألمانيا منطقة عمليات سفوح جبال الألب التي شملت ترينت، بولزانو، وبيلونو، كان في الواقع دمجها في ألمانيا تيرول فورارلبرغ. في حين أن المنطقة التي حددتها ألمانيا على أنها منطقة عمليات البحر الأدرياتيكي والتي شملت أوديني وغوريتسي وترييستي وبولا وFiume (Rijeka) وLjubljana تم دمجها فعليًا في Reichsgau Kärnten وتدار من قبل غاولايتر فريدريك راينر.
من خريف 1943 فصاعدًا، أكد أعضاء من آننإربه، المرتبطين بقوات الأمن الخاصة، أن الأدلة الأثرية للمزارع والمعمارية القديمة أثبتت وجود شعوب الشمال الجرماني في منطقة جنوب التيرول في العصر الحجري الحديث بما في ذلك العمارة النموذجية على طراز لومبارد، أهمية للتأثير النوردي-الجرماني القديم على إيطاليا، والأهم من ذلك أن جنوب التيرول بسبب ظروفه العرقية والثقافية الماضية والحاضرة والتاريخية، كانت «تربة قومية نوردية جرمانية».

## المشاركة المتوقعة في استعمار أوروبا الشرقية

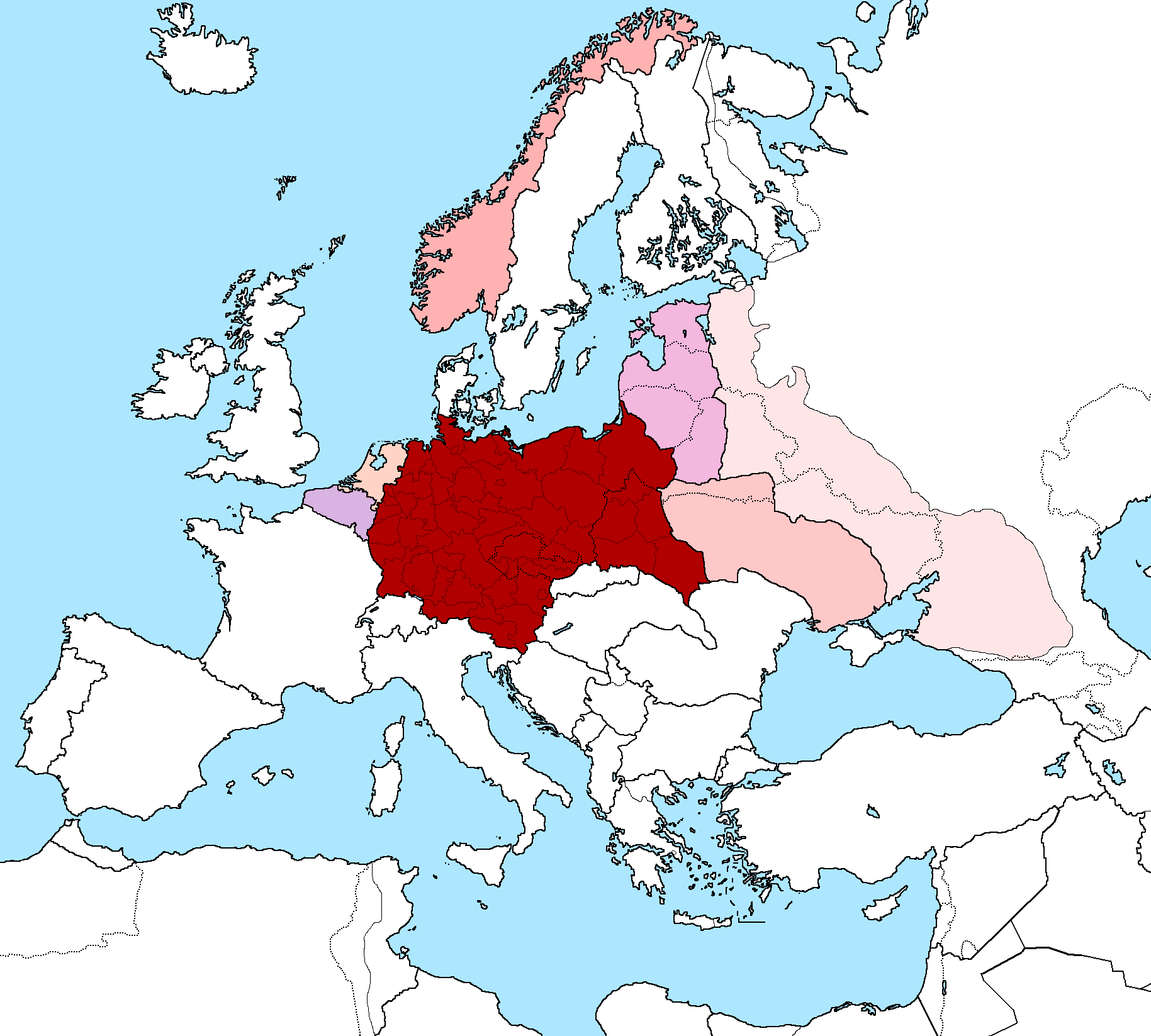
الرايخ الكبير في عام 1942 ، مع مفوضية أوستلاند (أعلى الوسط)، مفوضية الرايخ أوكرانيا (أسفل اليمين) مفوضية الرايخ - موسكو

على الرغم من الهدف المنشود لتوحيد الجرمانية، كان الهدف الأساسي للتوسع الإقليمي للرايخ الألماني هو الحصول على ما يكفي من ليبنسراوم (مساحة المعيشة) في أوروبا الشرقية للرجل الجرماني أو الرجال المتفوقين. كان الهدف الأساسي لهذا الهدف هو تحويل ألمانيا إلى الاكتفاء الذاتي الكامل للاقتصاد، والنتيجة النهائية ستكون حالة من الهيمنة الألمانية على مستوى القارة الأوروبية. كان من المقرر تحقيق ذلك من خلال توسيع القاعدة الإقليمية للدولة الألمانية وتوسيع عدد السكان الألمان،  والإبادة الجماعية للسكان الأصليين السلافيين وألمنة سكان البلطيق.
بسبب قيمتها العرقية المتصورة، كانت قيادة ألمانيا النازية متحمسة لاحتمال «تجنيد» الأشخاص من الدول الجرمانية أيضًا لتسوية هذه الأراضي بعد طرد السكان السلافي. كان الدافع وراء المخططين العرقيين جزئياً في ذلك لأن الدراسات أشارت إلى أن ألمانيا لن تتمكن على الأرجح من تجنيد ما يكفي من المستوطنين الاستعماريين للأراضي الشرقية من بلادها، وبالتالي ستكون هناك حاجة إلى مجموعات جرمانية أخرى. أصر هتلر على أن المستوطنين الألمان سيضطرون للسيطرة على المناطق المستعمرة حديثًا. كانت خطة هيملر الأصلية لتسوية هيغوالد توطين الهولنديين والإسكندنافيين هناك بالإضافة إلى الألمان، والتي كانت غير ناجحة.

## التنمية في وقت لاحق
نظرًا لأن المتطوعين الأجانب من فافن إس إس كانوا بشكل متزايد من أصل غير ألماني، خاصة بعد معركة ستالينجراد، بين قيادة المنظمة (على سبيل المثال فيليكس شتاينر) اقتراح الإمبراطورية الجرمانية الكبرى أفسح المجال لمفهوم الاتحاد الأوروبي للدول التي تتمتع بالحكم الذاتي، والتي توحدها الهيمنة الألمانية والعدو المشترك للبلشفية. [بحاجة لمصدر] كانت فافن إس إس هي النواة النهائية لجيش أوروبي مشترك حيث سيتم تمثيل كل دولة من قبل وحدة وطنية. [بحاجة لمصدر] ومع ذلك، لم يقدم هيملر نفسه أي تنازلات لهذه الآراء، وتمسك برؤيته عموم الجرمانية في خطاب ألقاه في أبريل 1943 لضباط أقسام وات الأمن الخاصة وتمسك برؤيتهلايبشتاندارته أدولف هتلر وداس رايخ وتوتنكوبف: